# Forsteronia acouci
Forsteronia acouci är en oleanderväxtart som först beskrevs av Jean Baptiste Christophe Fusée Aublet, och fick sitt nu gällande namn av A. Dc.. Forsteronia acouci ingår i släktet Forsteronia och familjen oleanderväxter. Inga underarter finns listade i Catalogue of Life.